# David Allan

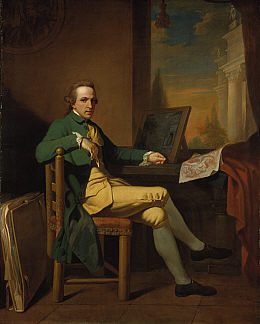
Zelfportret, 1770, Royal Scottish Academy of Art and Architecture, Edinburgh

David Allan (Alloa, 13 maart 1744 – Edinburgh, 6 augustus 1796) was een Schotse kunstschilder, portrettist en tekenaar. Hij wordt soms de "Schotse Hogarth" genoemd.

## Levensloop
Allan werd geboren in Schotland als zoon van David Allan en Janet Gullan. Zijn moeder heeft hij nooit gekend, aangezien zij twee dagen na zijn geboorte stierf. Allan deed zijn eerste ervaringen in de kunst op als leerling bij de boekdrukker Robert Foulis in Glasgow, die in 1754 een tekenacademie had opgericht. In 1767 ging Allan naar Rome, waar hij studeerde aan de Accademia di San Luca onder Gavin Hamilton. Hij had hiervoor de financiële steun verkregen van enkele weldoeners (Lord Cathcart, Lady Frances Erskine, Lady Charlotte Erskine en Mrs Abercrombie of Tullibody). In Rome bestudeerde hij vooral de oude meesters.
Een van de originele werken die hij in deze periode schilderde, is het werk Origin of Portraiture, dat nu hangt in de Scottish National Gallery in Edinburgh en dat een Korinthische vrouw voorstelt die de schaduw van haar geliefde overtekent.
In 1777 vestigde hij zich als portret- en historieschilder in Londen. Drie jaar later verhuisde hij naar Edinburgh, waar hij, naast het portretschilderen, ook het genre met een satirische inslag beoefende. In 1786, na de dood van Alexander Runciman, werd Allan er aangesteld tot directeur van de Academy of Art.

## Werk
Allan maakte vooral naam als portretschilder en vervaardigde ook scènes uit het Franse en Italiaanse leven. De grootste bekendheid verwierf hij echter met het schilderen en tekenen van scènes uit zijn geboorteland Schotland. Zijn schetsen in aquarel hebben invloed gehad op de Engelse genreschilderkunst.